# Округ Калхун (Западна Вирџинија)
Округ Калхун (енгл. Calhoun County) је округ у америчкој савезној држави Западна Вирџинија.

## Демографија
По попису из 2010. године број становника је 7.627, што је 45 (0,6%) становника више него 2000. године.
| Група             | 2000.         | 2010.         |
| Белци             | 7.473 (98,6%) | 7.465 (97,9%) |
| Афроамериканци    | 8 (0,1%)      | 16 (0,2%)     |
| Азијати           | 8 (0,1%)      | 12 (0,2%)     |
| Хиспаноамериканци | 42 (0,6%)     | 57 (0,7%)     |
| Укупно            | 7.582         | 7.627         |